# Gore Vidal
Gore Vidal, właśc. Eugene Luther Gore Vidal, ps. Edgar Box (ur. 3 października 1925 w West Point, zm. 31 lipca 2012 w Hollywood Hills) – amerykański pisarz, dramaturg, scenarzysta i polityk, tworzący zarówno w USA, jak i we Włoszech.

## Życiorys
Urodzony w Nowym Jorku na terenie Akademii Wojskowej USA, West Point, gdzie instruktorem był jego ojciec, Eugene Vidal. Jego matka była córką Thomasa P. Gore’a – senatora USA z ramienia Demokratów. W młodości przyjął nowe nazwisko Gore Vidal, powstałe z połączenia nazwisk ojca i matki. Był spokrewniony m.in. z byłym wiceprezydentem USA Alem Gore’em.
Swoją humanistyczną i politologiczną edukację rozpoczął w dzieciństwie, które spędzał w Waszyngtonie. Musiał wówczas czytać na głos wiele książek i dokumentów swemu niewidomemu dziadkowi. Uczył się w Philips Exeter Academy w New Hampshire.
W wieku 18 lat wstąpił do marynarki wojennej i brał udział w II wojnie światowej m.in. jako korespondent wojenny. Literacko zadebiutował potem powieścią Williwaw, opartą na jego własnych morskich przeżyciach.
Po wojnie kilka lat spędził w Gwatemali. Napisał wówczas swoją pierwszą szokującą (jak na ówczesne warunki amerykańskie) powieść The City And The Pillar (Nie oglądaj się w stronę Sodomy). Była to historia o amerykańskich gejach z lat 40. Dzięki podjęciu tej tematyki w sposób niemoralizatorski, zyskał wówczas sławę jako dojrzały pisarz.
Przez większość swego życia zajmował się pisarstwem, w tym publicystyką o tematyce społecznej i politycznej. W 1960 r. bez sukcesu kandydował do Kongresu Stanów Zjednoczonych. W latach 70. był współzałożycielem lewicującej Partii Ludowej (People's Party). W 1982 r. zajął drugie miejsce w wyborach do Senatu USA w Kalifornii.
W międzyczasie napisał kilka scenariuszy filmowych i zagrał w kilku filmach obyczajowych. Przewodniczył też jury konkursu głównego na 47. MFF w Wenecji (1990).
Czas spędzał głównie we Włoszech. W 2003 przeprowadził się na stałe do USA.
Był osobą biseksualną. Swojego partnera, Howarda Austena, poznał w roku 1950.
Zmarł 31 lipca 2012 w swoim domu w Hollywood Hills wskutek powikłań zapalenia płuc.

## Dorobek pisarski
Pierwszą powieść opublikował w wieku 21 lat. Był to Williwaw – typowa powieść morska w stylu Hemingwaya. Książka została dobrze przyjęta, zwłaszcza że pamiętano jego wcześniejsze korespondencje wojenne. Kilka lat później jego powieść The City and the Pillar (Nie oglądaj się w stronę Sodomy), która bez moralizowania neutralnie odnosiła się do tematu homoseksualizmu, spowodowała skandal obyczajowy. Doprowadziło to m.in. do odmowy recenzowania kilku jego kolejnych książek w „New York Timesie”. Książka zadedykowana była dla „J.T.” W końcu Vidal został zmuszony przez prasę do wyjawienia, że były to inicjały jego pierwszej homoseksualnej miłości w życiu – Jimmiego Trimble’a. Jimmie posłużył Vidalowi do nakreślenia głównego bohatera powieści.
W okresie zmniejszonej sprzedaży jego powieści Vidal pracował nad sztukami teatralnymi, filmami i serialami telewizyjnymi jako scenarzysta. Dwie z jego sztuk – The Best Man i Visit to a Small Planet odniosły spory sukces na Broadwayu, po czym zostały zaadaptowane na potrzeby filmów.
Na początku lat 50., pod pseudonimem Edgar Box, Vidal napisał trzy powieści detektywistyczne o detektywie Peterze Sergeancie. W 1956 r. Vidal został zatrudniony jako scenarzysta w wytwórni filmowej MGM. Napisał wówczas scenariusz do remake’u filmu Ben-Hur jako współautor, jednak z powodu chaosu po śmierci producenta filmu nie został wówczas wymieniony wśród twórców filmu.
W latach 60. Vidal napisał trzy powieści, które odniosły wielki sukces. Były to Julian, dziennik Juliana Apostaty, cesarza Rzymu, który sprzeciwił się chrześcijaństwu, Washington, D.C. (Waszyngton) o działalności politycznej jednej rodziny w latach 1937–1952 oraz Myra Breckinridge – satyra o zabawnych poczynaniach tytułowej transseksualistki. Po napisaniu dwóch nieudanych sztuk (Weekend i An Evening With Richard Nixon) i dziwnej na poły autobiograficznej powieści Two Sisters, Vidal skupił się głównie na pisaniu esejów i powieści o historii Stanów Zjednoczonych (Burr, 1876, Lincoln, Empire, Hollywood i The Golden Age). Napisał też powieść o historii starożytnej Persji – Creation (Stworzenie świata), kontynuację przygód Myry Breckinridge pt. Myron oraz inne dowcipne powieści – Kalki, Duluth, Live From Golgotha (Na żywo z Golgoty) i The Smithsonian Institution.
Vidal wracał czasem do tworzenia filmów dla kina i telewizji. Był autorem scenariusza do filmu Billy the Kid z Valem Kilmerem w roli głównej i miniserialu o Lincolnie. Napisał też pierwotną wersję scenariusza do szokującego filmu Caligula (Kaligula), jednak później wycofał nazwisko z powodu narzuconych mu zmian.
W esejach Vidal podejmował tematykę polityki, historii i literatury. W 1993 r. otrzymał nagrodę National Book Award za United States (1952–1992). Kontynuacją tej historycznej powieści jest niedawna powieść The Last Empire. W latach 90. napisał m.in. esej Inventing A Nation o założycielach USA oraz spisał pamiętniki (Palimpsest). W latach 60. zagrał sam siebie w filmie Federico Felliniego Roma.

## Publikacje

### Powieści
- Williwaw (1946)
- In a Yellow Wood (1947)
- Nie oglądaj się w stronę Sodomy (The City and the Pillar 1948)
- The Season of Comfort (1949)
- Trubadur króla Ryszarda (A Search for the King 1950)
- Dark Green, Bright Red (1950)
- The Judgment of Paris (1953)
- Mesjasz (Messiah 1955)
- A Thirsty Evil (1956)
- Julian [Julian] (1964)
- Waszyngton (Washington, D.C. 1967)
- Myra Breckinridge (Myra Breckinridge 1968)
- Two Sisters (1970)
- Burr (1973)
- Myron (1975)
- 1876 (1976)
- Kalki (1978)
- Stworzenie świata (Creation 1981)
- Duluth (1983)
- Lincoln (1984)
- Empire (1987)
- Hollywood (1989)
- Na żywo z Golgoty (Live from Golgotha: the Gospel according to Gore Vidal 1992)
- The Smithsonian Institution (1998)
- The Golden Age (2000)
- Clouds and Eclipses: The Collected Short Stories (2006)

### Eseje i literatura faktu
- Rocking the Boat (1963)
- Reflections Upon a Sinking Ship (1969)
- Sex, Death and Money (1969)
- Homage to Daniel Shays (1973)
- Matters of Fact and of Fiction (1977)
- The Second American Revolution (1982)
- Armageddon? (1987)
- At Home (1988)
- A View From The Diner’s Club (1991)
- Screening History (1992)
- Decline and Fall of the American Empire (1992)
- United States: essays 1952–1992 (1993)
- Palimpsest: a memoir (1995)
- Virgin Islands (1997)
- The American Presidency (1998)
- Sexually Speaking: Collected Sex Writings (1999)
- The Last Empire: essays 1992-2000 (2001)
- Perpetual War for Perpetual Peace or How We Came To Be So Hated (2002)
- Dreaming War: Blood for Oil and the Cheney-Bush Junta (2002)
- Inventing a Nation: Washington, Adams, Jefferson (2003)
- Imperial America: Reflections on the United States of Amnesia (2004)
- Point to Point Navigation: A Memoir (2006)

### Powieści wydane pod pseudonimami
- A Star’s Progress (lub Cry Shame!, 1950) jako Katherine Everard
- Thieves Fall Out (1953) jako Cameron Kay
- Death Before Bedtime (1953) jako Edgar Box
- Death in the Fifth Position (1952) jako Edgar Box
- Death Likes It Hot (1954) jako Edgar Box

### Scenariusze filmowe
- The Catered Affair (1956)
- I Accuse! (1958)
- Suddenly, Last Summer (1959)
- The Best Man (1964)
- Is Paris Burning? (1966)
- Last of the Mobile Hot Shots (1970)
- Caligula (1979)
- Dimenticare Palermo (1990)

### Sztuki
- Przejażdżka na małą planetę (Visit to a Small Planet 1957)
- Ten najlepszy (The Best Man 1960)
- On the March to the Sea (1960–1961, 2004)
- Romulus (adapcja sztuki Friedricha Duerrenmatta, 1962)
- Weekend (1968)
- Drawing Room Comedy (1970)
- An evening with Richard Nixon (1970)